# Koussan
Koussan is een gemeente (commune) in de regio Sikasso in Mali. De gemeente telt 10.200 inwoners (2009).